# José María de Heredia
José María de Heredia Girard ("La Fortuna", prop de Santiago de Cuba, 22 de novembre de 1842 - castell de Bourdonnés, prop de Houdan, Yvelines, 3 d'octubre de 1905) va ser un poeta francès d'origen cubà. L'any 1894 va ser elegit membre de l'Acadèmia francesa. Va ser un dels més destacats representants del parnassianisme. La seua obra més important és el llibre de sonets Els trofeus (1893).

## Biografia
Fill del cubà Domingo de Heredia i de la seua segona esposa, la francesa Louise Girard, el poeta va nàixer en la plantació familiar, prop de Santiago de Cuba. Es va embarcar per a França als nou anys, l'any 1851 i hi va romandre estudiant el batxillerat, fins al 1859. A França va descobrir l'obra de Leconte de Lisle, que li va causar una fonda impressió.
Després del seu retorn a Cuba, l'any 1859, va començar a estudiar la llengua espanyola amb l'objectiu de llicenciar-se en dret. Però no va aconseguir el seu propòsit en no reconèixer-se-li l'equivalència del batxillerat cursat a França. Per tant, l'any 1860 va tornar a França amb la intenció de seguir-hi els estudis de Dret.
Entre 1862 i 1865 va estudiar en la prestigiosa École des Chartes de París, i va començar a escriure els seus primers poemes, molt influenciats per l'escola parnassiana. L'any 1863 conegué personalment Leconte de Lisle, i des de 1866 va col·laborar en el Parnàs contemporani. Va fer amistat amb autors com Sully Prudhomme i Catulle Mendès, i va publicar els seus poemes en revistes com Revue des Deux Mondes, Le Temps i Le Journal des Débats.
Va dedicar deu anys -entre 1877 i 1887- a traduir al francès la Història verdadera de la conquista de la Nova Espanya de Bernal Díaz del Castillo. Va traduir també la Història de la Monja alferes, memòries de Catalina de Erauso. El 1893 va reunir tots els seus sonets en un llibre, Els trofeus (Les Trophées), una de les obres més importants de la poesia parnassiana. L'any 1894 va ser elegit membre de l'Acadèmia Francesa. Amb ocasió de la visita dels tsars russos a París va compondre el seu poema Salut a l'Empereur.
Casat des de 1867 amb la també cubano-francesa Louise-Cécile Despaigne, va ser pare de tres filles, una de les quals, Marie-Louise Hérédia seria la futura esposa d'Henri de Régnier i amant de Pierre Louÿs.
Va morir el 3 d'octubre de 1905 al castell de Bourdonné, prop d'Houdan.